# Prison Planet
Pour plus de détails, voir Fiche technique et Distribution.
Prison Planet est un film de science-fiction à petit budget, réalisé en 1992 par Armand Gazarian. Il a été diffusé à la TV ainsi qu'en cassette-vidéo.

## Fiche technique
- Réalisation et scénario : Armand Gazarian
- Production : Michael D. Carlin, Armand Gazarian et Michael Meyer
- Musique originale : Tyler Bowe et Bjorn Schaller
- Photographie : Gary Wagner
- Montage : Armand Gazarian
- Décors : Todd Warfield
- Durée : 90 minutes
- Pays :  États-Unis
- Langue : anglais
  -  États-Unis : 19 mai 1993 (sortie directe en dvd)

## Distribution
- James Phillips : Blaine
- Michael M. Foley : Broxton
- Deborah Thompson Duda : Kabilya
- Dave Bean : Heinsy
- Jack Willcox : Himshaw
- Rhino Michaels : Mayon
- Frankie Ray : Hoag
- Michael Friedman : Krayger
- Clyde A. Ince : Jacko
- Al Guzman : Mira
- Romey Lewis : Retro

## Autour du film
Informations complémentaires:
- Son titre devait originellement être Badlanders.
- Le texte d'ouverture du film fait référence à Akira (manga de Katsuhiro Ōtomo) et à Anakin Skywalker (Star Wars).
- Deux suites furent réalisées: Prison Planet 2 et 3.